# 利文斯敦縣

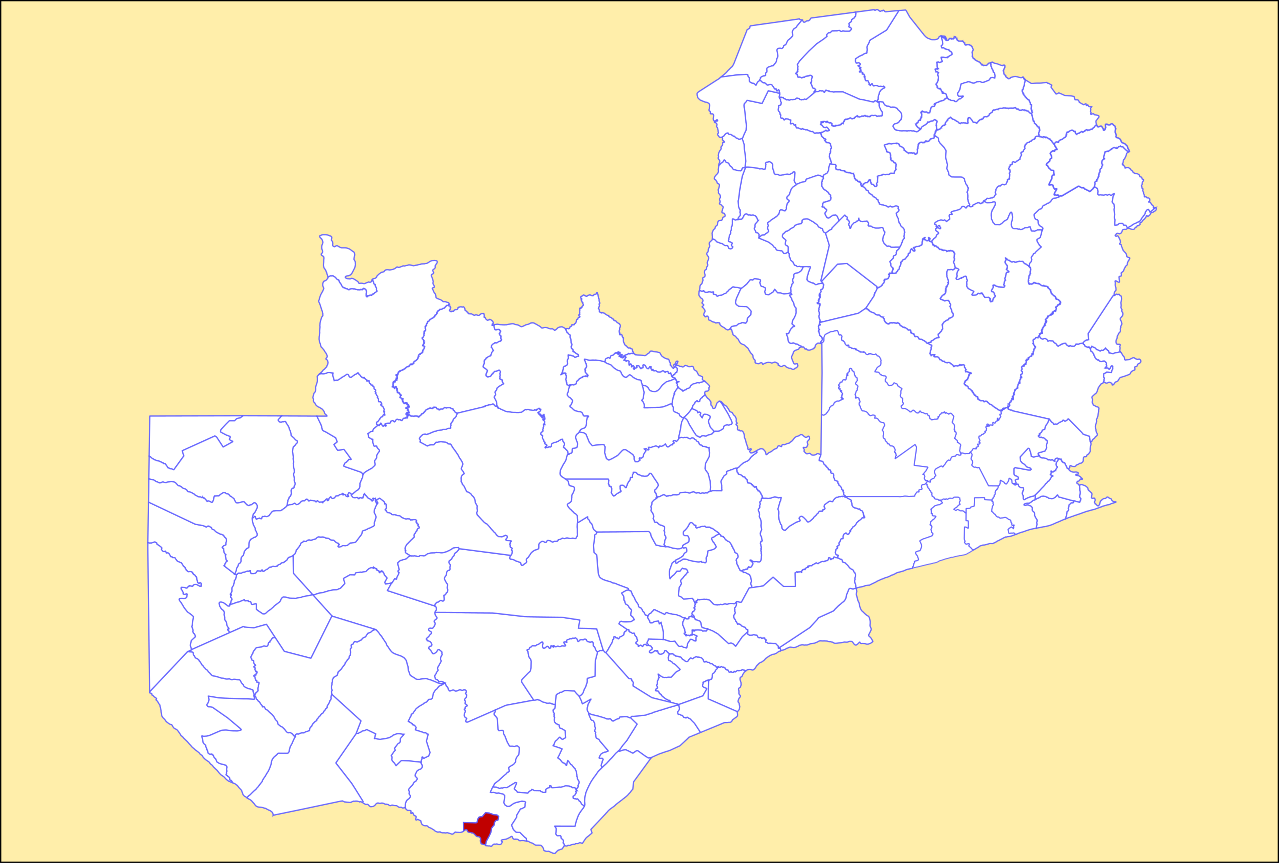

17°40′S 25°50′E / 17.667°S 25.833°E
利文斯敦縣（英語：Livingstone District），是贊比亞的縣份，位於該國南部，由南部省負責管轄，首府設於利文斯敦，面積695平方公里，2010年該縣份人口139,509，人口密度每平方公里200人。